# پیاتکوو
پیاتکوو (به لاتین: Pyatkovo) یک منطقهٔ مسکونی در روسیه است که در استان آرخانگلسک واقع شده‌است.